# Dolby Theatre
Dolby Theatre (dříve Kodak Theatre) je součást moderního multifunkčního komplexu, který se nachází v samotném srdci historického Hollywoodu na Hollywood Boulevard v Los Angeles. V celém areálu nazvaném Hollywood & Highland entertainment complex je postaveno několik budov, v nichž je umístěno multikino pro dva tisíce diváků, čtyř hvězdičkový hotel pro novináře s kapacitou 1500 osob, luxusní restaurace s prvotřídními kuchaři, obchody se značkovým zbožím a v neposlední řadě se zde nachází i velké divadlo.
Dolby Theatre bylo otevřeno 9. listopadu 2001 jako nové domovské divadlo pro předávání cen Oscar. Jeho 74. ročník zde proběhl hned na počátku roku 2002 a pro více než miliardu lidí, která sledovala slavnostní ceremoniál, se divadlo Dolby stalo jedním ze symbolů výroční ceny Akademie.
Stavbu navrhl architekt David Rockwell z architektonické kanceláře Rockwell Group ve spolupráci s Davidem Taylorem. Budova již od počátku měla plnit funkci hlavně reprezentační a její design se měl nést v "oscarovském" duchu.
Divadlo změnilo název z Kodak Theatre na Dolby Theatre v květnu 2012.

## Interiér divadla

### Divadelní sál
Nejdůležitější částí celého divadla je hlavní divadelní sál. Ten je schopen pojmout 2200 osob na živá divadelní představení a až 3401 diváků na slavnostní ceremoniály a koncerty. Pro další návštěvníky jsou připravena tři patra balkónů, jejichž unikátní řešení zaručuje dobrou viditelnost i z těch nejzadnějších míst. Divadelní lóže se skládají z 24 boxů se čtyřmi až šesti sedadly. Jeviště, které patří mezi největší ve Spojených státech, je široké 36,5 metrů a do zákulisí zasahuje do hloubky 23 metrů.

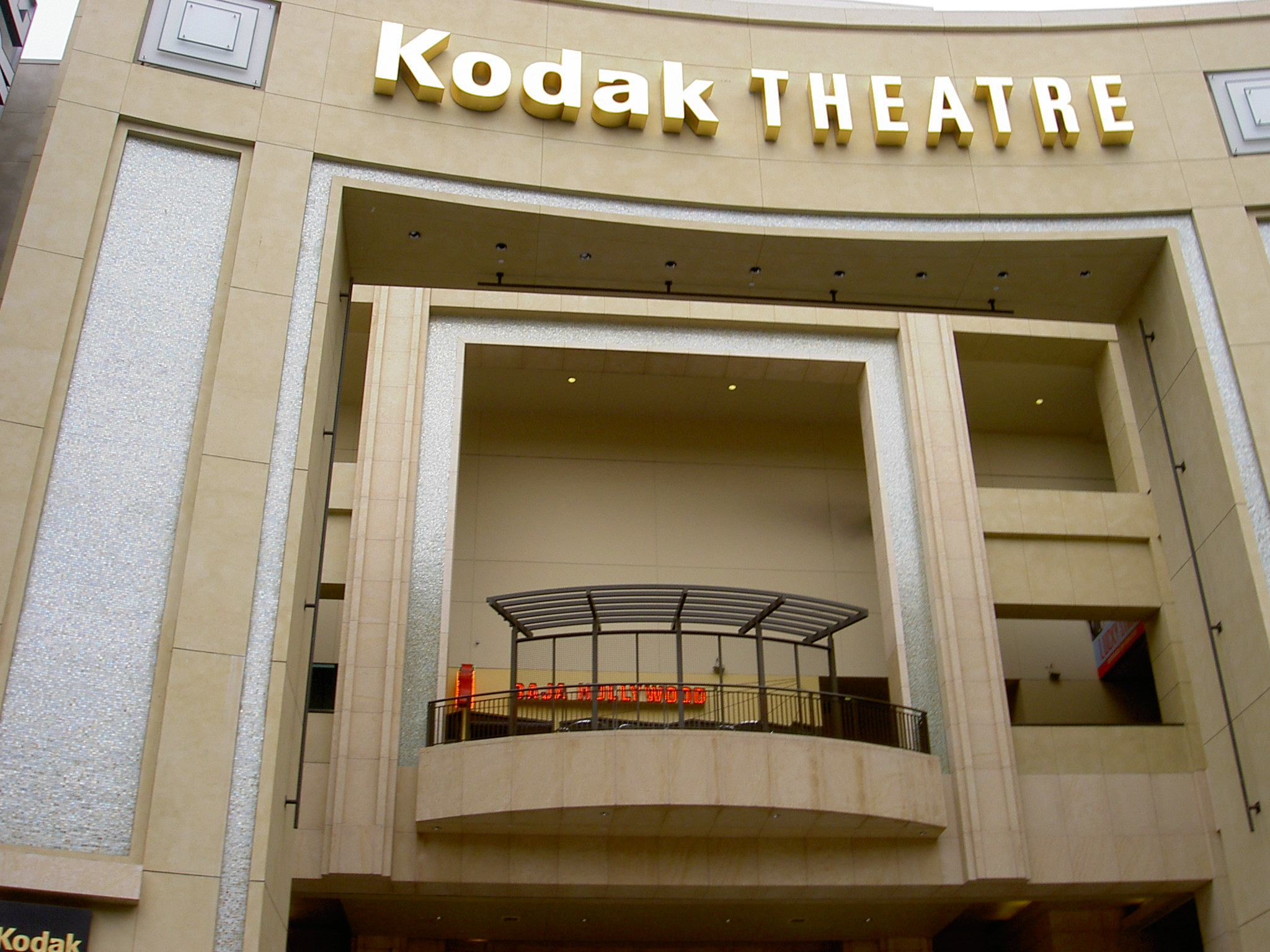
Detail průčelí Dolby Theatre se starým názvem Kodak

Dominanci sálu tvoří zvláštní těleso na stropě, obecně nazvané "tiara". Ve skutečnosti se jedná o oválný lustr, který je propleten s menšími ovály po celé ploše stropu. Stříbrně natřený lustr má hlavně za úkol zakrýt mohutnou stropní konstrukci pro reflektory.
"Tiaru" doplňují luxusní detaily, jež celému prostoru dodávají pravou vášnivou prudkost, která je typická pro oscarové ceremoniály. Proto bylo jako hlavní materiál doplňků použito hnědé až lehce načervenalé třešňové dřevo a na čalounění sedadel látka švestkové barvy. Reprezentační atmosféru dotváří třpytící se opona, kde se střídají různé odstíny bronzu.

### Foyer
Součástí divadla je čtyřpatrové foyer, jehož patra spojuje spirálovité schodiště s balustrádami z třešňového dřeva. Designéři se při navrhování podlahy inspirovali Michelangelovým dlážděním Kapitolského náměstí v Římě. Stěny foyer pak zdobí 26 stříbrných panelů, na nichž jsou umístěny fotografie nejslavnějších držitelů Oscara. Vedle tváří Grace Kelly a Marlona Branda jsou vystaveny i portréty současných umělců, jako je například Jack Nicholson či Julia Roberts.
Exkluzivní George Eastman Room je jakási síň slávy zasvěcená vynálezci fotografického přístroje Kodak a zakladateli firmy Kodak, Georgovi Eastmanovi. Chloubou této síně je zlatá soška Oscara, jedna z celkových osmi, které byly firmě Eastman Kodak Company uděleny během minulých let za úspěchy v oblasti techniky a za výrazné přínosy filmovému průmyslu.

## Oscarové ceremoniály

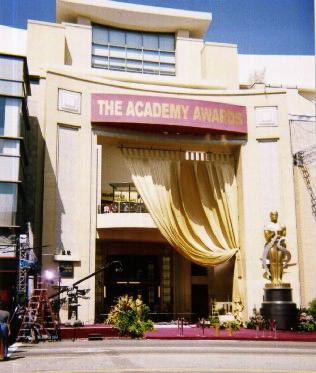
Dolby Theatre při udělování cen Oscar

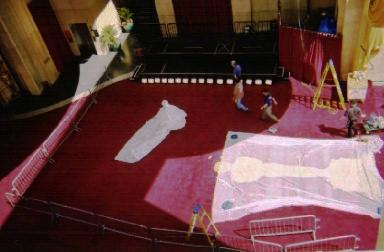
"Red Carpet" neboli slavný červený koberec před Dolby Theatre

Divadlo bylo postaveno jako nový domov pro slavnostní předávání cen Oscar, a proto již několik týdnů před ceremoniálem má prostory Dolby Theatre pronajaté Akademie filmového umění a věd. Dlouhou dobu před vyvrcholením soutěže se divadlo a jeho okolí připravují na přímý televizní přenos večera do celého světa. Po vzoru starých časů, kdy se budovy kin před premiérou filmu "převlékali" do plakátů a velkých billboardů, čeká každoročně divadlo proměna. Nápis Dolby Theatre je překryt nápisem "The Academy Awards" a přes celé průčelí je spuštěn zlatý závěs. Před hlavním vchodem, který střeží sochy Oscarů v nadživotní velikosti, je rozvinutý legendární červený koberec. Kvůli nepovolené reklamě v televizi musí být zakryté všechny reklamní poutače na budově a v jejím okolí.

## Jiné využití divadla
Když se v divadle právě nekoná předávání Oscarů, hostí Dolby Theatre velký počet umělců, filharmonií a slavnostních ceremoniálů. Na jevišti se již objevili světoví umělci, jako například Prince, Christina Aguilera či Céline Dion a byl zde odehrán nespočet Broadwayských muzikálů, tanečních show a oper.
Několik let po sobě se v divadle konala finále American Idol, americké verze pěvecké soutěže Česko hledá SuperStar. V letech 2004 a 2007 se stalo místem, kde se střetlo 50 dívek v souboji krásy Miss USA.

## Majitel divadla a investice
Z dřívějšího názvu Kodak Theatre by mohlo vyplývat, že majitelem divadla a celého komplexu byla společnost Eastman Kodak, avšak opak je pravdou. Pravým vlastníkem a hlavním investorem je firma CIM Group, která Kodaku prodala jméno divadla na budoucích dvacet let.
Z celkových 567 milionů dolarů vynaložených na realizaci obchodně-zábavního centra Hollywood & Highland bylo přibližně 94 milionů dolarů investováno do výstavby samotného divadla. Aby se na jeho průčelí mohla lesknout zlatá písmena "Kodak THEATRE", musela společnost Eastman Kodak zaplatit přibližně 74 milionů dolarů.
Firma Kodak po finančních těžkostech upustila od smlouvy v únoru 2012. To pak přimělo majitele ke hledání nového sponzora, kterým se stala firma Dolby Laboratories. Firma Dolby by měla mít divadlo pronajaté do roku 2033.